# Авіаційна гармата

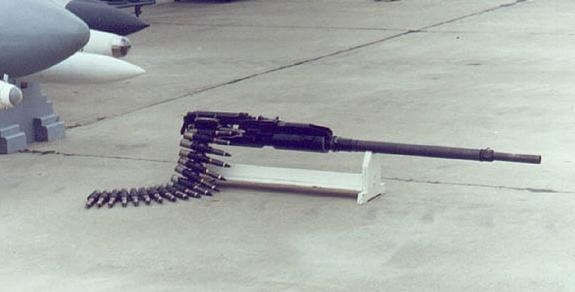
Авіаційна гармата ГШ-30-1. СРСР

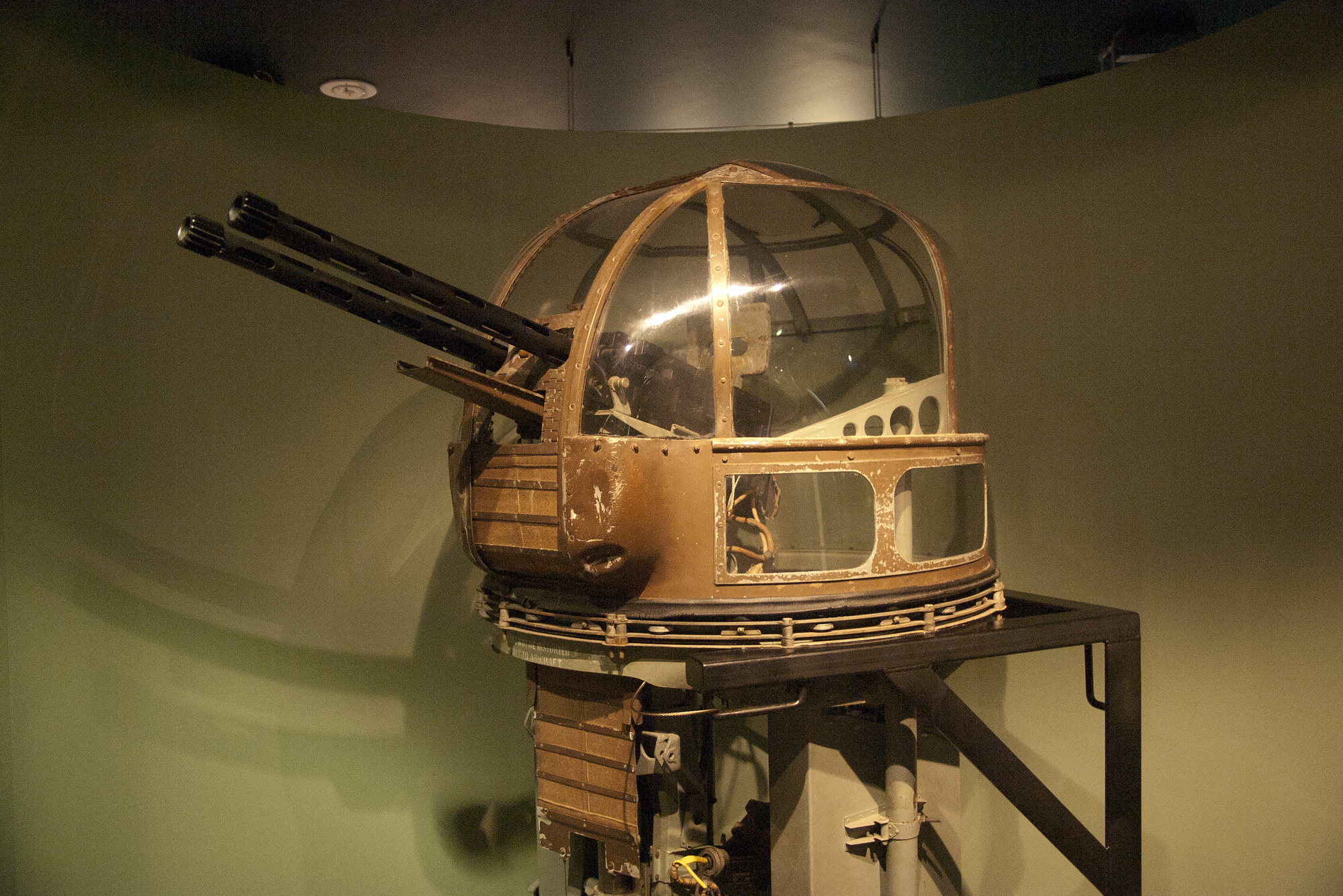
Британська верхня турельна установка на бомбардувальнику Bristol Beaufort.

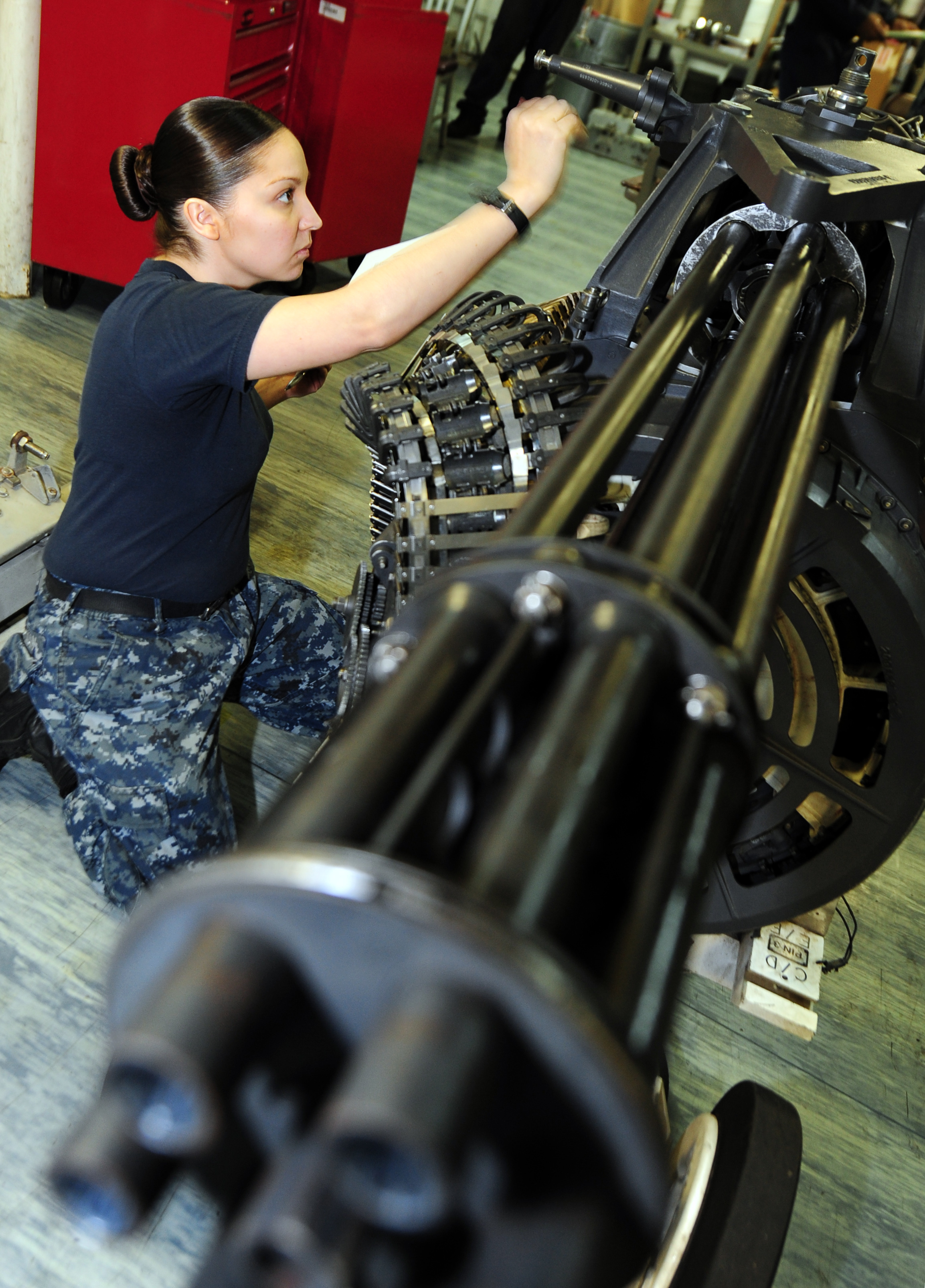
Перевірка американської 20-мм автоматичної авіаційної шестиствольної гармати M61 Vulcan

Авіаційна гарма́та — різновид автоматичної гармати, спеціально призначений для стрільби з літальних апаратів. Застосовується також для ураження наземних і надводних цілей. Відмінними рисами авіаційних гармат є їх мала вага, висока скорострільність, компактність і відносно невеликий калібр (до мм 45).

## Зміст
Авіаційні гармати поділяється на рухомі та нерухомі і відповідно на наступні типи:
- турельні — встановлювані в турельній установці;
- крильові — встановлювані в крилі літака;
- хвостові (кормові) — встановлювані в хвості літака, для захисту задньої півсфери;
- синхронні — встановлювані у фюзеляжі літака і стріляє вперед через гвинт, за допомогою синхронізатора.

Нерухомі авіаційні гармати встановлюються жорстко в корпус літального апарата, зазвичай спрямовані вперед і націлюються переміщенням літака у повітрі. Рухомі авіаційні гармати можуть бути націлені оператором вгору або вниз і з боку в бік, щоб охопити деяку зону в будь-якому напрямку відносно курсу польоту літака. Такі гармати можуть управлятися вручну або вмонтовуватися у забезпечені механічним приводом гарматні башти (турелі).